# Moritz Grünweller

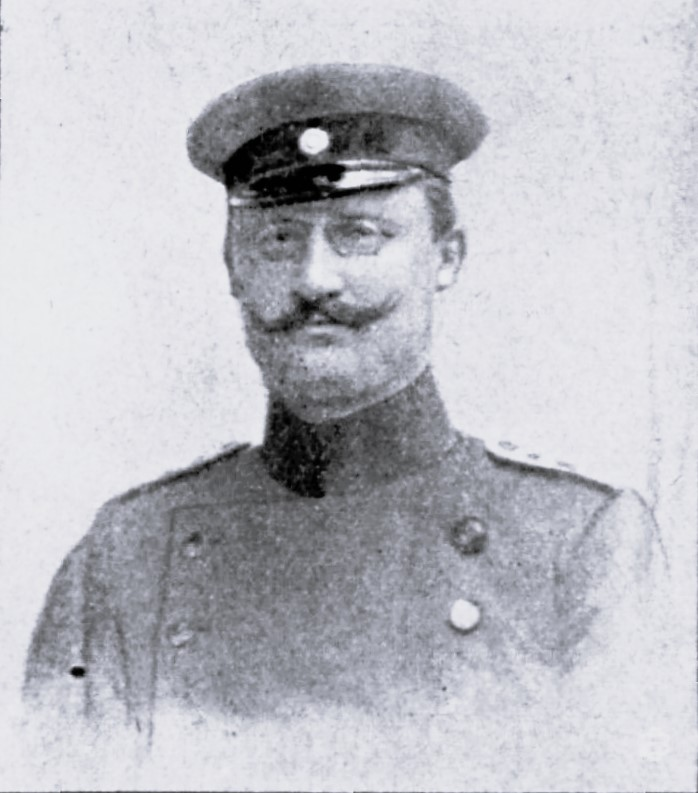
Polizeihauptmann Grünweller

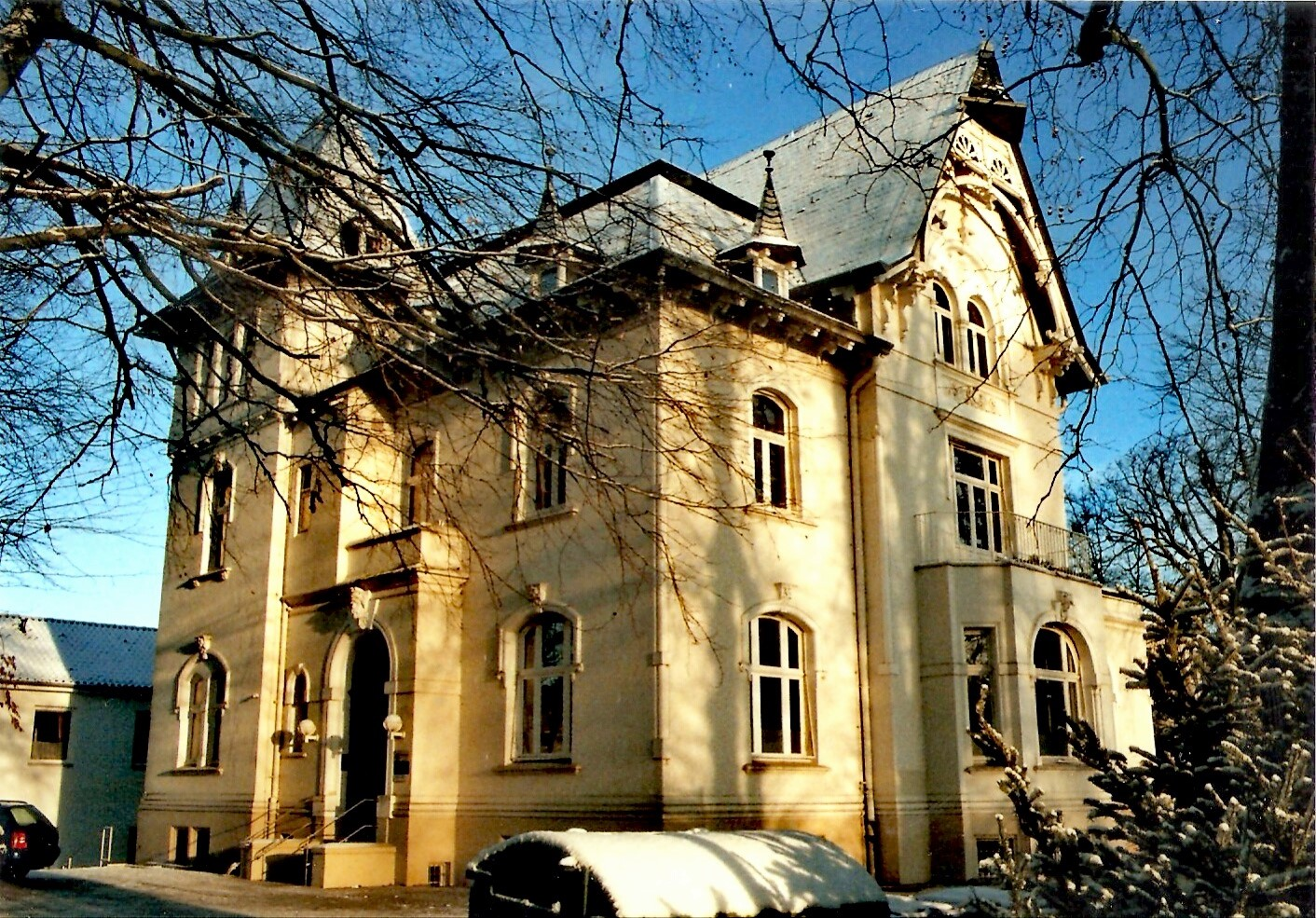
Wohnhaus des Polizeihauptmanns

Moritz Grünweller (* 11. Dezember 1864 in Ransbach bei Wiesbaden; † 14. November 1925 in der Freien und Hansestadt Lübeck) war Polizeidirektor Lübecks.

## Leben
Nach Absolvierung des Gymnasiums studierte er einige Semester Geschichte an der Universität, bevor er die Offizierslaufbahn bei der Artillerie wählte.
Dort wurde er 1883 zum Leutnant und 1890 zum Oberleutnant befördert. Unter der Beförderung zum Hauptmann wurde er 1895 zum Kompaniechef im Fußartillerie-Regiment Nr. 12 in Metz ernannt.
Aufgrund eines Halskatharrs nahm er 1897 seinen Abschied, war kurzzeitig Bezirksoffizier und begann dann seine Polizeikarriere beim Polizeipräsidium Hannover. Nachdem er 1898 zum kgl. Polizeikommissar geworden war, wurde er unter der Beförderung zum kgl. Polizeiinspekteur und Chef der Schutzmannschaft nach Kiel mit dem Titel eines Polizeileutnants versetzt. Dort unterstanden ihm 8 Kommissare, 12 Wachtmeister sowie 212 Mann. Zu dem Zeitpunkt hatte er die Qualifikation eines preußischen Polizeirats.
Der Lübecker Senat hatte am 24. Juni 1905 Hauptmann Grünweller anstelle des verstorbenen Johannes Otto Munck zu seinem Inspektor ernannt. Zu dessen Dienstantritt am 1. August verlieh er ihm den Titel Polizeihauptmann, Als Offizier des Beurlaubtenstandes gehörte er der Garde-Landwehr-Fußartillerie an. Der jährlich stattfindende Artilleristenappell, welcher 1909 bei der Alten Kaserne in Lübeck stattfand, unterstand seiner Leitung. Der russische Kaiser Nikolaus II. verlieh ihm im April 1909 den Russischen St. Annenorden II. Klasse.
Vom dänischen König wurde der Polizeihauptmann am 22. Februar 1913 das Ritterkreuz des Dannebrogordens verliehen. Selbigen Jahres wurde ihm vom Senat dem Polizeihauptmann der Titel Polizeimajor verliehen.
Trotz eines schweren Herzleidens meldete er sich zum Ausbruch des Weltkriegs umgehend als Major d. R. im aktiven Dienst und wurde der Garde-Landwehr des Garde-Fußartillerie-Regiments (1. Aufgebot (Lübeck)) zugeteilt. Dieses verließ er jedoch nach kurzer Zeit wieder.
Von da an bis 1918 war er zuerst mit dem Oberst z. D. v. Kuenheim, dann mit dem stellvertretenden Kommandeur der 81. Infanterie-Brigade, Generalmajor Harry von Wright, für die Leitung der Militärischen Vorbereitung der Jugend im Bereiche des XI. Armee-Korps im Bezirk Lübeck verantwortlich.

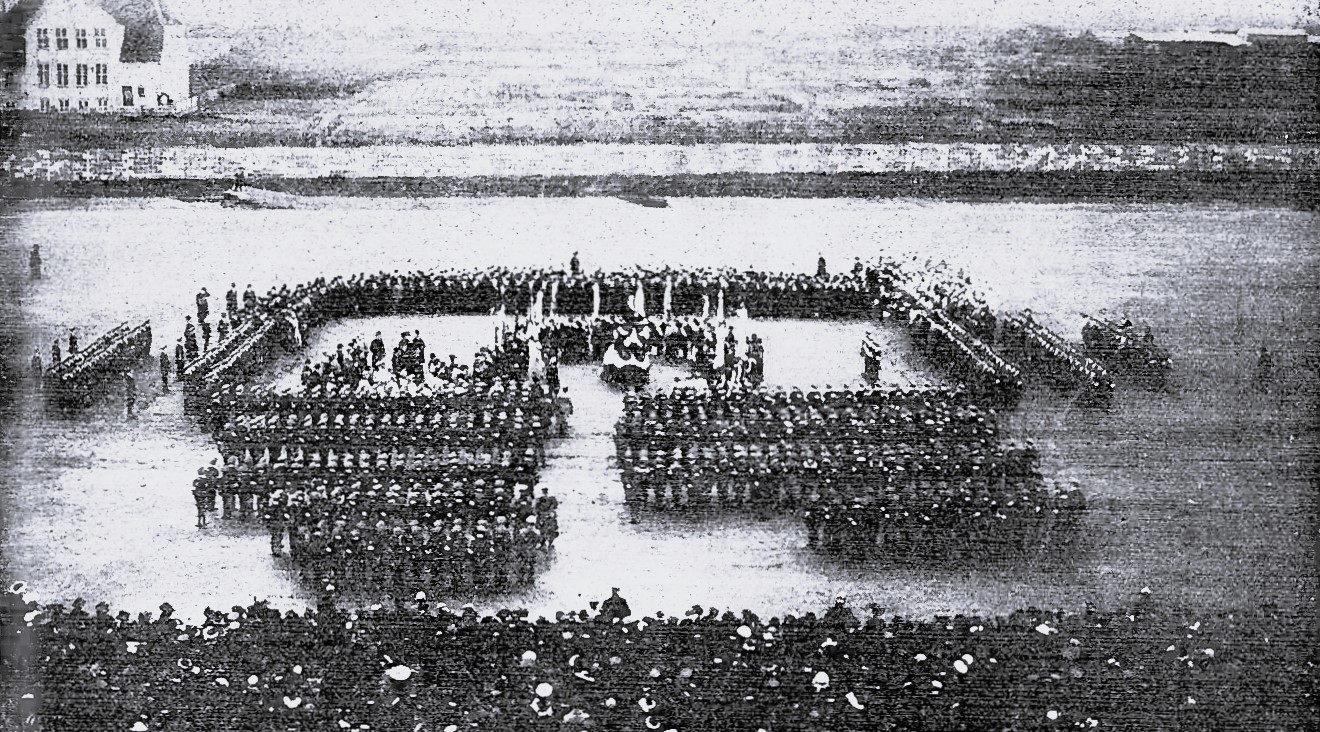
Ansprache Pastor Mildensteins zur Fahnenweihe

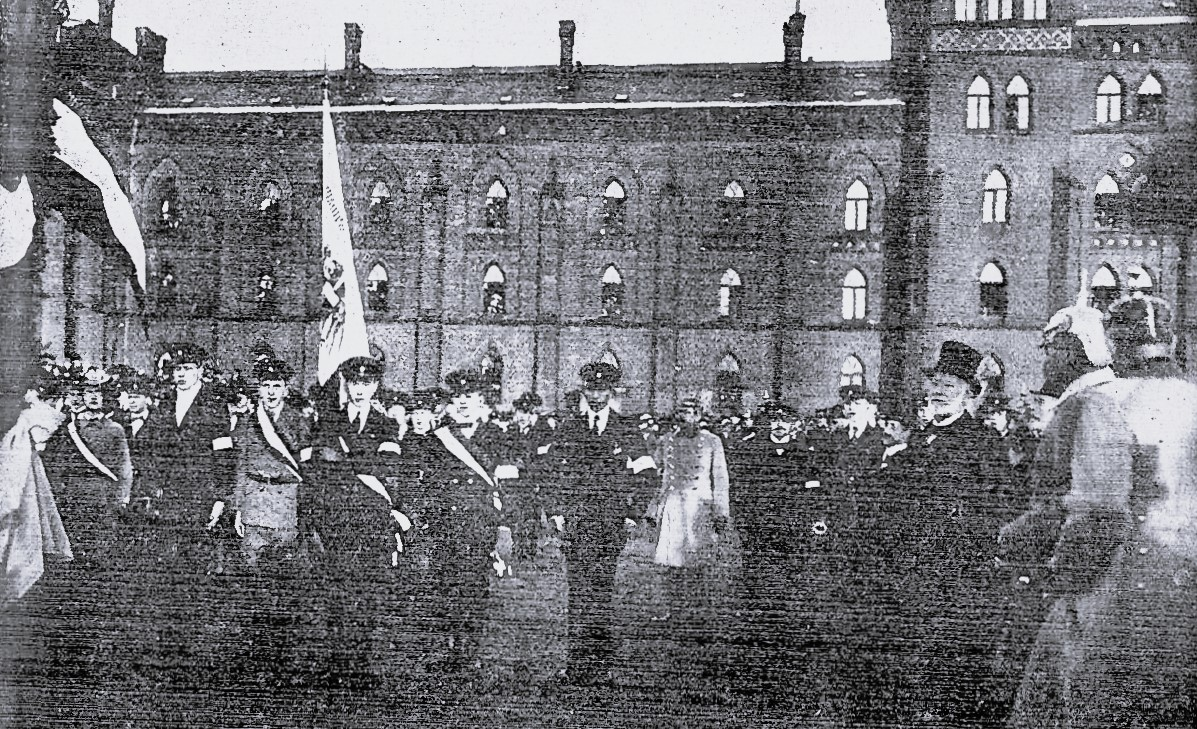
Vereinsfront

Sämtliche Vereine des Landeskriegerverbandes folgten am Nachmittag des 17. Januar 1915 vom Markt aus der Schutzmannkapelle auf den Hof der Alten Kaserne zur Fahnenweihe der Jungwehr. Unter Führung des Polizeimajors Grünweller hatten dort links und rechts eines Rednerpultes die Jugendkompanien Aufstellung genommen. Die Jugendwehr, die sich in Lübeck wie im ganzen deutschen Reich gleich nach Ausbruch des Krieges bildete, diente als eine freiwillige Organisation unter der Führung alter Militärs und tatkräftiger Männer der militärischen Vorbildung der Jugend. Hinter der Rednerkanzel sammelten sich die Landeskriegervereine mit ihren Fahnen, der Ehrenvorsitzende des Verbandes Heinrich Kühne, der Vorsitzende Druckereibesitzer und Verleger des Lübecker Verbandes Julius Heise, der stellvertretende Oberst v. Kuenheim, Bürgermeister Johann Hermann Eschenburg, Senats- und Bürgerschaftsmitglieder, andere Ehrengäste und eine große Menschenmenge. Die feierliche Übergabe der vom Landeskriegerverband gestifteten Fahne begann mit dem Niederländischen Dankgebet, bevor Pastor Wilhelm Mildenstein das Pult bestieg und eine von den Befreiungskriegen von 1813 über den Deutsch-Französischen Krieg in den derzeitigen Krieg reichende Rede hielt. Nach einem Choral überbrachte Julius Heise  die Grüße des Landeskriegerverbandes, hieß die Mitglieder der Jugendwehr als jüngste Kameraden und brachte ein begeistert aufgenommenes „Hoch“ auf den Kaiser aus. Die Kaiserhymne wurde gesungen. Der Oberst übergab hierauf den zu Fahnenträgern erkorenen Vorgetretenen die in lübschen Farben gehaltene einen Adler tragende Fahne. Diese dankten mit dem Gelöbnis, dass sie allen Mitgliedern ein Ansporn zu treuester Pflichterfüllung werden solle. Nachdem der Landeskriegerverband in Person des Schriftführers, Malermeister Wilhelm Siems, und das dem Pfadfinderbund angegliedertem Pfadfinderkorps in Person des Hauptfeldmeisters, Lehrer Wilhelm Groth, mit je einem Fahnennagel die Fahne schmückten, endete die Zeremonie mit dem Absingen des Deutschlandliedes. Nach dem Abschreiten der Front der Vereine durch den Bürgermeister, Oberst sowie Polizeimajor zogen unter den Klängen der Schutzmannschaftskapelle der Landeskriegerverband sowie sämtliche Kompanien der Jugendwehr zum Markt. Dort konzertierte die Kapelle, während für die kriegsgefangenen Lübecker gesammelt wurde.

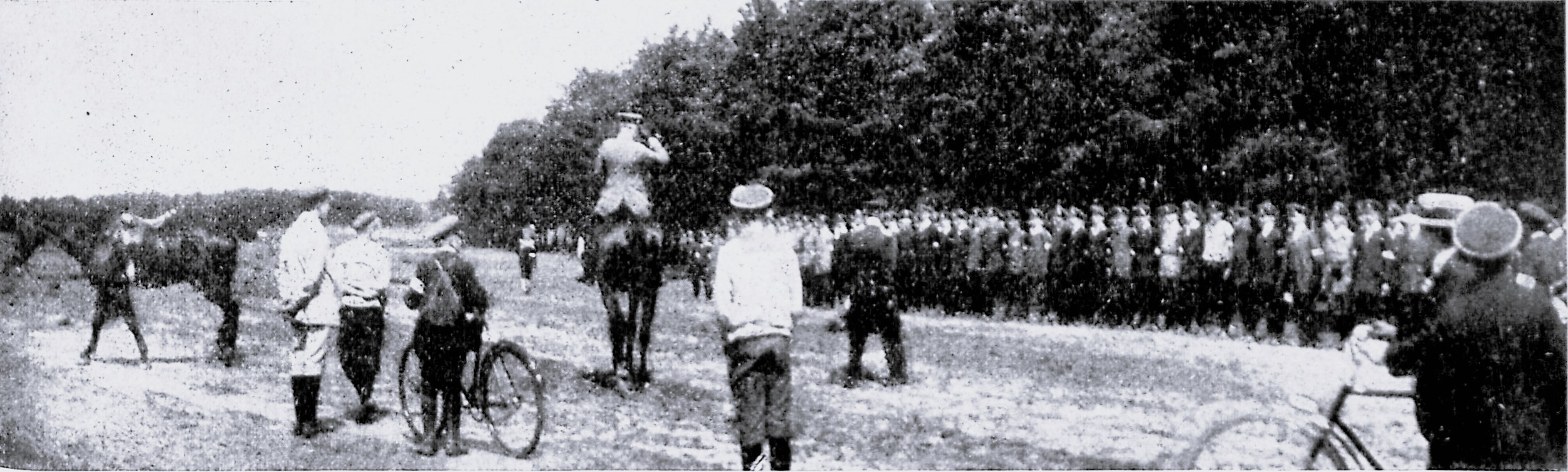
Polizeimajor Grünweller begrüßt die Mannschaften zur kriegsmäßigen Übung.

Im Juni 1915 leitete er eine kriegsmäßige Übung der Lübecker und Altonaer Jugendwehren in der Palinger Heide (Truppenübungsplatz des heimischen Regiments). Dann wurde er nach Cöln zum Westfälischen Fußartillerie-Regiment Nr. 7 versetzt. Er bereitete hier ebenfalls die Jugend auf den Einsatz an der Front vor und erhielt am 18. Oktober 1916 das Lübeckische Hanseatenkreuz, den Orden seiner Heimatstadt, verliehen.

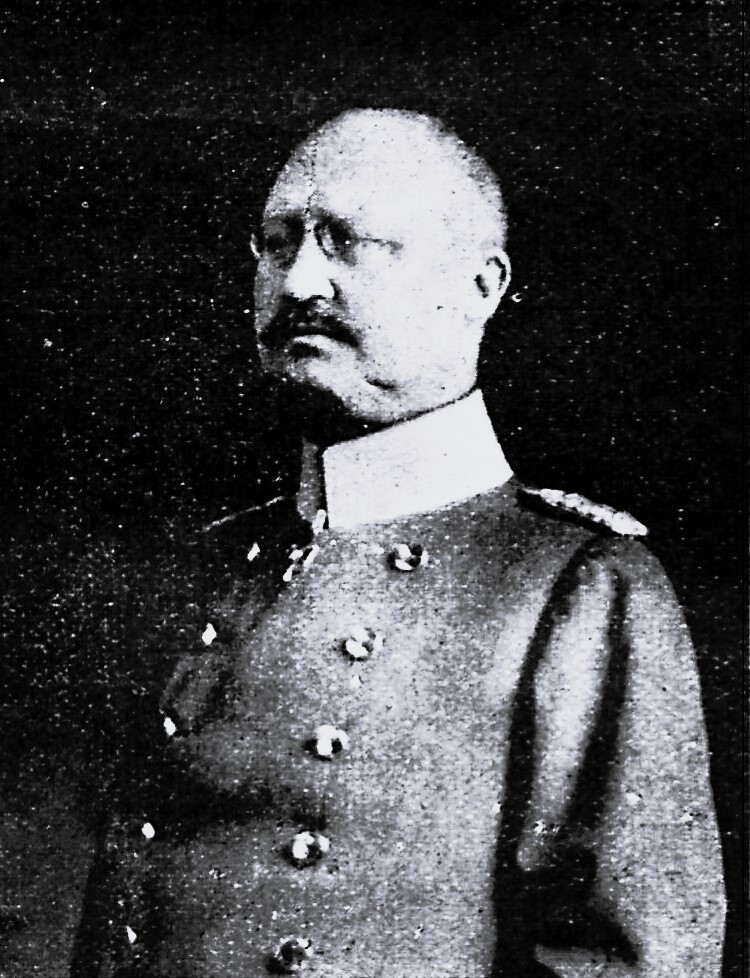
Polizeidirektor a. D. Grünweller

Seine Frau Adele, geborene Traetmar, verstarb am 30. Oktober 1918 in Cöln und wurde am 6. November 1918 auf dem Burgtorfriedhof beigesetzt.
Nach dem Krieg kehrte der Major als Leiter der Schutzpolizei in die Hansestadt zurück. Am 18. Dezember 1919 wurde ihm vom Senat der Titel Polizeidirektor verliehen, er wurde auf eigenen Wunsch zum 1. Januar 1920 in den Ruhestand verabschiedet.
Hiernach stellte sich Grünweller dem Polizeiamt weiterhin zur Verfügung und arbeitete ehrenamtlich an Aufbau und Vervollkommnung der Abteilung zur Bekämpfung der Preistreiberei. Ehrenamtlich war er weiterhin im Vorstand des Lübeckischen Landesvereins vom Roten Kreuz sowie dessen Ausschuss für das Kolonnenwesen tätig. Er gehörte auch weiterhin dem Vorstande der Krieger-Lübecker Sanitätskolonne und dem Vorstand des Kreisverbandes Lübeck der Genossenschaft freiwilliger Krankenpfleger, deren Vorsitzender er im Kriege war, an. In seinen letzten Jahren war er zudem im Vorstand der Reformierten Gemeinde tätig.
Im Frühsommer 1925 erlitt der Polizeidirektor a. D. einen Schlaganfall, dem er im November erlag.

## Auszeichnungen
- Preußischer Kronenorden 4. Klasse
- Landwehrdienstauszeichnungskreuz
- Zentenarmedaille
- Ritterkreuz 1. Klasse des Verdienstordens Philipps des Großmütigen
- Ritterkreuz 2. Klasse des badischen Ordens vom Zähringer Löwen
- Ritterkreuz des Greifenordens mit Krone
- Russischer Sankt-Stanislaus-Orden 2. Klasse
- Eisernes Kreuz 1. Klasse
- Roter Adlerorden IV. Klasse mit Krone
- Rote Kreuz-Medaille (Preußen) III. Klasse

### Archive
- Archiv der Hansestadt Lübeck